# Вагиф (пьеса)
«Вагиф» (азерб. «Vaqif») — пьеса азербайджанского поэта Самеда Вургуна, написанная в 1937 году, в 3 действиях и 11 картинах. Посвящена судьбе азербайджанского поэта и государственного деятеля XVIII века Молла Панаха Вагифа.

## Переводы и издания
В 1939 году пьесу на русский язык перевёл юный драматург Леонид Зорин, в 1940 году — Владимир Гурвич, а в 1941 году — Аделина Адалис. После того как произведение было издано в Москве, известные литераторы и театроведы Александр Фадеев, Р. Варт, Осаф Литовский, Илья Сельвинский, Аделина Адалис, Рашель Миллер-Будницкая и другие написали статьи, где анализировали пьесу «Вагиф».
Первое издание пьесы в переводе с азербайджанского Гурвича было выпущено в Mоскве и Ленинграде в 1941 году. В 1959 году в Москве выходит «„Вагиф“. Драматическая хроника XVIII столетия в 3 д., 11 карт.» в переводе Аделины Адалис.

## Постановки
5 сентября 1938 года пьеса «Вагиф» была поставлена в Азербайджанском государственном драматическом театре в Баку режиссёром Адилем Искендеровым. Художником был Нусрат Фатуллаев, композитор — Сеид Рустамов. Роль Вагифа исполняли Алескер Алекперов и Кязим Зия, роль Хураман (жены поэта) — Фатьма Кадри и Гюльнар Гаджиева, роль Эльдара — Рза Афганлы и Мовсум Санани, роль Видади — Агададаш Курбанов, роль шаха Каджара — Сидги Рухулла, а роль шута — Садыхов. Этот поставленный Искендеровым спектакль, по словам театроведа Джафара Джафарова, был очень популярным и ставился долгое время. Джафаров писал:
Спектакль вызвал самые горячие и восторженные отклики в республиканской и центральной печати.
24 января 1940 года пьеса «Вагиф» была поставлена на сцене Бакинского русского драматического театра режиссёром Исмаилом Идаят-заде. Художником был Гусак, композитор — Нина Карницкая. Роль Вагифа исполнял Шульгин, Эльдара — Байков, Хураман — Бабичева, Видади — Жариков. В этом же году пьеса поставлена в Бакинском армянском театре режиссёром Овсепяном. Художником был Ованесян. В 1948 году «Вагифа» сыграли на сцене Кироваканского театра Армянской ССР, а в 1952 году — на сцене Армянского театра драмы в Тбилиси.
В 1941 году произведение удостоено Сталинской премии.
8 февраля 1953 года состоялось 500-е представление пьесы в Азербайджанском государственном драматическом театре (Агададаш Курбанов играл Видади, Сидги Рухулла — Каджара, Алескер Алекперов — Вагифа, Рза Афганлы и Мовсум Санани — Эльдара).

## Отзывы
Русский поэт и драматург Илья Сельвинский писал о произведении:
В трагедии «Вагиф» есть всё, что должно быть в трагедии: время, характеры, массовка, страсти, любовь, ненависть, борьба, смерть. Читая «Вагифа», вспоминаешь Шекспира и Пушкина, точнее — «Гамлета» и «Бориса Годунова». Но есть в пьесе черта, в такой мере свойственная только Самеду Вургуну: это его широкий лиризм. Образ Вагифа, как и другие образы трагедии, написан в реалистической манере. Не только нравы и обычаи, но даже вещи под пером поэта убеждают нас в своей достоверности.
Мариэтта Шагинян, назвав пьесу «прекрасным образцом советской драматургии»,  в 1939 году в газете «Правда» пишет о ней:
Когда одному из художников удается сделать что-нибудь настоящее, всем другим его собратьям становится легче работать.